# Hitzbleckbach
Der Hitzbleckbach ist ein kleiner Talauebach des Grundgebirges im Essener Stadtteil Kettwig. Er ist ein knapp zwei Kilometer langer, südlicher und linker Zufluss des Oefter Bachs.

## Geographie

### Verlauf
Der Hitzbleckbach entspringt auf einer Höhe von etwa 137 m ü. NHN in einer Wiese südöstlich des Pasbergs zwischen den Wohnplätzen Buschkothen und Hitzbleck.
Der Bach fließt zunächst in Richtung Nord-Nordosten knapp einen Kilometer durch Mischwald, betritt dann die offene Flur, wechselt nach Norden und läuft dann östlich am Hessenhof vorbei. Er durchfließt danach einen kleinen Laubwald und kurz darauf einen Golfplatz.
Er mündet schließlich östlich des Schlosses Oefte auf einer Höhe von ungefähr 49 m ü. NHN von links in den aus dem Osten heranziehenden Oefter Bach.
Der etwa 1,9 km lange Lauf des Hitzbleckbachs endet ungefähr 88 Höhenmeter unterhalb seiner Quelle, er hat somit ein mittleres Sohlgefälle von circa 46 ‰.

### Einzugsgebiet
Das 1,04 km² große Einzugsgebiet des Hitzbleckbachs liegt in den Heiligenhauser Terrassen und im Ruhrtal. Es wird durch ihn über den Oefter Bach, die Ruhr und den Rhein zur Nordsee entwässert.
Das Einzugsgebiet grenzt
- im Osten an das Einzugsgebiet des Römmersbachs, der in den Oefter Bach mündet;
- im Südosten an das des Birther Bachs, der in den Römmersbach mündet;
- im Süden an das des Isenbügeler Bachs, der über den Rinderbach in die Ruhr entwässert;
- im Südwesten an das des Laupendahler Bachs, der ebenfalls ein Zufluss des Rinderbachs ist;
- und im Westen an das des kleinen Ruhrzuflusses Wiesenbach.

Das Einzugsgebiet im Bereich des Oberlauf ist zum größten Teil bewaldet, der Mittellauf wird durch Ackerland geprägt und am Unterlauf überwiegt Grünland.